# Andrzej Zwara
Andrzej Zwara (ur. 25 stycznia 1963) – polski adwokat, były nauczyciel akademicki Uniwersytetu Gdańskiego, w latach 2010–2016 prezes Naczelnej Rady Adwokackiej. Partner w kancelarii Głuchowski Siemiątkowski Zwara.

## Życiorys
Skończył studia na Wydziale Prawa i Administracji Uniwersytetu Gdańskiego. Od 1993 roku jest adwokatem Pomorskiej Izby Adwokackiej. Do 1996 pracował na Wydziale Prawa i Administracji w Katedrze Prawa Administracyjnego, a później został wykładowcą na Wydziale Zarządzania Uniwersytetu Gdańskiego oraz członkiem Naczelnej Rady Adwokackiej. Zajmuje stanowisko Senior Partnera Tytularnego w Kancelarii Głuchowski Siemiątkowski Zwara i Partnerzy, która koncentruje się w obszarach prawa inwestycyjnego, administracyjnego, bankowego, korporacyjnego oraz problematyce prawnej nieruchomości.
Uczestniczył w realizacji znaczących projektów m.in. udział w realizacji inwestycji budowy autostrady A1 oraz dopuszczenie jej do użytku, doradztwo prawne w zakresie procesu tworzenia i budowy sieci stacji paliw na terenie całej Polski oraz doradztwo prawne w zakresie budowy największych centrów handlowo-usługowych i ośrodków miejskich w Polsce. Uczestniczył w budowie systemu finansowania dla wiodących instytucji finansowych, działających na terenie Polski. Zajmuje się popularyzacją tej wiedzy.
W 2016 zakończył pełnienie funkcji prezesa Naczelnej Rady Adwokackiej.

## Pełnione funkcje
- Członek Rady Nadzorczej Banku Millenium S.A.
- Członek Rady Nadzorczej Zarządu Morskiego Portu Gdynia S.A.
- Członek Rady Nadzorczej Nordea Bank Polska S.A.
- Członek i przewodniczący rady Nadzorczej Wilbo S.A.
- Członek Rady Nadzorczej Polskiej Telefonii Cyfrowej Sp. z o.o.
- Członek Rady Nadzorczej Centrum Haffnera Sp. z o.o
- Ekspert w ramach programu PHARE w zakresie tworzenia systemu Spółdzielczych Kas Oszczędnościowo – Kredytowych im. Franciszka Stefczyka
- Doradca Ministra Zdrowia
- Arbiter Międzynarodowego Sądu Arbitrażowego przy Krajowej Izbie Gospodarki Morskiej w Gdyni
- Arbiter Rekomendowany Sądu Arbitrażowego przy Krajowej Izbie Gospodarczej
- Członek Okręgowej Rady Adwokackiej w Gdańsku
- Członek Prezydium Naczelnej Rady Adwokackiej[8]
- Prezes Naczelnej Rady Adwokackiej (2010–2016)[5][7]

## Publikacje
- „Kodeks spółek handlowych, komentarz”. Tom 4: „Łączenie, podział i przekształcanie spółek, Przepisy karne”[9]
- „Świadczenie pomocy prawnej w Polsce”, Materiały robocze na IX Zjazd Adwokatury, Sopot 3 września 2007[10]